# Saison 6 de Supernatural
Chronologie
Saison 5 Saison 7
Cet article présente les vingt-deux épisodes de la sixième saison de la série télévisée américaine Supernatural.

## Synopsis
Un an s'est écoulé depuis que Sam a sauté avec Lucifer et Michel dans la cage et Dean a tenu sa promesse d'avoir une vie normale auprès de Lisa et Ben. Mais le surnaturel rattrape toujours les Winchester et Sam vient au secours de Dean, révélant qu'il est revenu sur Terre depuis de nombreux mois. Cependant, Sam ne semble pas être tout à fait lui-même et Dean va tout faire pour découvrir ce qui cloche chez son frère. En parallèle, les chasseurs affrontent des monstres de plus en plus étranges : des vampires qui sortent le jour, des créatures japonaises sur le sol américain et même des monstres censés avoir disparu tel que les dragons. L'origine des tous premiers monstres est dévoilée et tout semble ramener vers le Purgatoire et une créature se nommant « Mère ». Pendant ce temps, Castiel mène une guerre civile au Paradis contre Raphaël dont personne ne connaît les détails.

## Distribution

### Acteurs principaux
- Jared Padalecki (VF : Damien Boisseau) : Sam Winchester
- Jensen Ackles (VF : Fabrice Josso) : Dean Winchester
- Jim Beaver (VF : Jacques Bouanich) : Bobby Singer
- Misha Collins (VF : Guillaume Orsat) : Castiel

### Acteurs récurrents et invités
- Mark Sheppard (VF : Fabien Jacquelin) : Crowley
- Cindy Sampson (VF : Laura Blanc) : Lisa Braeden
- Nicholas Elia (VF : Robin Trouffier) : Ben Braeden
- Sebastian Roché (VF : Emmanuel Gradi) : Balthazar
- Mitch Pileggi (VF : Jacques Albaret) : Samuel Campbell
- Jessica Heafey (VF : Jade Lanza) : Gwen Campbell
- Corin Nemec (VF : Lionel Tua) : Christian Campbell
- Fredric Lehne (VF : Patrice Baudrier) : Azazel (épisode 1)
- David Paetkau : Mark Campbell (épisodes 1 et 2)
- Laura Mennell : Brigitta (épisodes 1 et 10)
- Demore Barnes (VF : Jérôme Keen) : l'archange Raphaël (épisodes 3 et 20)
- Steven Williams (VF : Jean-Louis Faure) : Rufus Turner (épisodes 4 et 16)
- Kim Rhodes (VF : Isabelle Ganz) :  Jody Mills (épisode 4)
- Rick Worthy (VF : Jérôme Keen) : Alpha Vampire (épisodes 5 et 7)
- Andrew Rothenberg (VF : Laurent Mantel) : Lucky (épisode 8)
- Rachel Miner (VF : Sylvie Jacob) : Meg Masters (épisode 10)
- Lindsey McKeon (VF : Julie Dumas) : Tessa  (épisode 11)
- Julian Richings (VF : Vincent Violette) : La Mort (épisode 11)
- Robert Englund (VF : Joel Zaffarano) : Docteur Robert (épisode 11)
- Julia Maxwell (VF : Anne Tilloy) : Eve (épisodes 12, 16 et 19)
- Kim Johnston Ulrich (VF : Marjorie Frantz) : Dr. Eleanor Visyak (épisodes 12, 21 et 22)
- Lanette Ware (VF : Pascale Jacquemont) : l'Archange Raphaël (épisodes 15 et 22)
- Genevieve Cortese (VF : Marie-Eugénie Maréchal) : elle-même (épisode 15)
- Brian Doyle-Murray (VF : Vincent Grass) : Robert Singer (épisode 15)
- Micah A. Hauptman (VF : Cédric Dumond) : Eric Kripke (épisode 15)
- Samantha Ferris (VF : Josiane Pinson) : Ellen Harvelle (épisode 17)
- Sonya Salomaa (VF : Patricia Rossano) : Rachel (épisodes 18 et 20)
- Samantha Smith (VF : Olivia Nicosia) : Mary Winchester (épisode 19)
- Amber Benson (VF : Laurence Crouzet) : Lenore (épisode 19)

### Créatures de la saison
- Archange
- Anges
- Démons
- Alphas
- Djinns
- Polymorphes
- Okami
- Lamia
- Déesse Véritas
- Vampires
- Porteur de peau
- Fée
- Leprechaun
- Goules
- Chiens de l'enfer
- Dragons
- Eve
- Arachné
- Fantômes
- Ver parasite
- Moires
- Phénix
- Jefferson Starship
- La Mort
- Faucheurs

## Production

### Développement
Pour cette sixième saison, Eric Kripke, le créateur de la série, reste de la partie. Selon Ausiello qui a divulgué l'information en exclusivité, Eric Kripke reste en production mais abandonne sa position de show runner qu'il partageait avec Robert Singer. C'est Sera Gamble, présente depuis le début, qui dirige alors la production de la série.

### Diffusions
Au Canada, la saison a été diffusée en simultanée sur CHCH-TV Hamilton, CJNT-TV Montréal et CHEK-TV Victoria.

## Liste des épisodes

### Épisode 1:L’Adieu aux armes
- États-Unis : 24 septembre 2010 sur The CW[3]
- Québec : 22 août 2011 sur Ztélé[4]
- Belgique : 12 janvier 2012 sur Plug RTL
- France :
  - 27 janvier 2012 sur TF6[5]
  - 24 novembre 2012 sur M6
- Suisse : 26 avril 2012 sur RTS Deux

- États-Unis : 2,9 millions de téléspectateurs[6]

- Cindy Sampson (Lisa Braeden)

- Lieu : Cicero, Indiana
- Le titre original fait référence à un album des Rolling Stones.

### Épisode 2:Baby Blues
- États-Unis : 1er octobre 2010 sur The CW
- Québec : 29 août 2011 sur Ztélé[7]
- Belgique : 12 janvier 2012 sur Plug RTL
- France :
  - 27 janvier 2012 sur TF6[5]
  - 1er décembre 2012 sur M6
- Suisse : sur RTS Deux

- États-Unis : 2,33 millions de téléspectateurs[8]

Sam enquête sur des morts mystérieuses au cours desquelles le bébé de chaque famille est enlevé. Alors que Samuel trouve l'endroit où le prochain massacre va avoir lieu, Sam se retrouve face-à-face avec la créature qui parvient à s'enfuir en laissant le bébé. 
- Lieu : Lansing, Michigan
- Le titre original fait référence à la série télévisée américaine Mon oncle Charlie (Two and a Half Men en VO).

### Épisode 3:Le Bâton de Moïse
- États-Unis : 8 octobre 2010 sur The CW
- Québec : 5 septembre 2011 sur Ztélé[9]
- Belgique : 19 janvier 2012 sur Plug RTL
- France :
  - 27 janvier 2012 sur TF6[5]
  - 8 décembre 2012 sur M6

- États-Unis : 2,16 millions de téléspectateurs[10]

- Misha Collins (Castiel)
- Sébastian Roché (Balthazar)

- Le titre original fait référence au célèbre film noir, Le Troisième Homme de Carol Reed
- Lieu : Easter, Pennsylvanie

### Épisode 4:Le Lamia
- États-Unis : 15 octobre 2010 sur The CW
- Québec : 12 septembre 2011 sur Ztélé[11]
- Belgique : 19 janvier 2012 sur Plug RTL
- France :
  - 3 février 2012 sur TF6[5]
  - 15 décembre 2012 sur M6

- États-Unis : 2,84 millions de téléspectateurs[12]

- Lieu : Sud du Dakota et Écosse
- Le titre original fait référence au film Weekend at Bernie's de Ted Kotcheff
- C'est le premier épisode de la série qui n'est pas centré sur Sam et/ou Dean (ici, sur Bobby).
- C'est le premier épisode que Jensen Ackles réalise, ce pourquoi il est peu présent.
- La voisine de Bobby, Marcy, fait référence au film d'horreur Jusqu'en enfer dans lequel le monstre est un Lamia, la même créature que les frères Winchester chassent le long de l'épisode.

### Épisode 5:L'Alpha
- États-Unis : 22 octobre 2010 sur The CW
- Québec : 19 septembre 2011 sur Ztélé[13]
- Belgique : 26 janvier 2012 sur Plug RTL
- France :
  - 3 février 2012 sur TF6[5]
  - 22 décembre 2012 sur M6

- États-Unis : 2,47 millions de téléspectateurs[14]

- Le titre original fait référence au film Die Hard 4 : Retour en enfer (Live Free or Die Hard en VO)
- L'épisode possède un grand nombre de références à la saga Twilight de Stephenie Meyer :
  - La scène d'ouverture avec le couple en train de déjeuner qui se nomme Robert et Kristen, prénoms des acteurs incarnant Bella et le vampire Edward Cullen dans les films. Le dialogue échangé entre le couple reprend fidèlement l'univers de Twilight.
  - De même concernant la pleine lune et la scène où le vampire se refuse à embrasser sa belle.
  - Les mots de passe que teste les deux frères sur l'ordinateur portable de la victime font également référence à Taylor Lautner qui joue dans Twilight un loup-garou comme le fait remarquer Sam, et Robert Pattinson qui joue une vampire dans cette même série de film.

### Épisode 6:Veritas
- États-Unis : 29 octobre 2010 sur The CW
- Québec : 26 septembre 2011 sur Ztélé[15]
- Belgique : 26 janvier 2012 sur Plug RTL
- France :
  - 10 février 2012 sur TF6[5]
  - 29 décembre 2012 sur M6

- États-Unis : 2,52 millions de téléspectateurs[16]

- Serinda Swan (Veritas / Ashley Frank)
- Misha Collins (Castiel)

- Le titre original fait référence à une citation célèbre du film Des hommes d'honneur.

### Épisode 7:Entretien avec un vampire
- États-Unis : 5 novembre 2010 sur The CW
- Québec : 3 octobre 2011 sur Ztélé[17]
- Belgique : 26 janvier 2012 sur Plug RTL
- France :
  - 17 février 2012 sur TF6[5]
  - 5 janvier 2013 sur M6

- États-Unis : 2,46 millions de téléspectateurs[18]

- Misha Collins (Castiel)
- Mark Sheppard (Crowley)

- Le titre original fait référence au titre original de la sitcom des années 90, La Vie de famille.

### Épisode 8:La Meute
- États-Unis : 12 novembre 2010 sur The CW
- Québec : 10 octobre 2011 sur Ztélé[19]
- Belgique : 2 février 2012 sur Plug RTL
- France :
  - 17 février 2012 sur TF6[5]
  - 12 janvier 2013 sur M6

- États-Unis : 2,09 millions de téléspectateurs[20]

- Lieu: Buffalo, New York
- Le titre original fait référence au titre original du film Charlie / Tous les chiens vont au paradis.

### Épisode 9:Rencontre du troisième type
- États-Unis : 19 novembre 2010 sur The CW
- Québec : 17 octobre 2011 sur Ztélé[21]
- Belgique : 2 février 2012 sur Plug RTL
- France :
  - 24 février 2012 sur TF6[5]
  - 19 janvier 2013 sur M6

- États-Unis : 1,94 million de téléspectateurs[22]

- Robert Picardo (Wayne Whitaker Jr./Esprit Follet)

- Le générique de cet épisode fait référence à celui de la série X-Files en reprenant les codes graphiques de la série.

### Épisode 10:Paix à son âme
- États-Unis : 3 décembre 2010 sur The CW
- Québec : 24 octobre 2011 sur Ztélé[23]
- Belgique : 2 février 2012 sur Plug RTL
- France :
  - 24 février 2012 sur TF6[5]
  - 26 janvier 2013 sur M6

- États-Unis : 2,15 millions de téléspectateurs[24]

- Misha Collins (Castiel)

- Le titre original fait référence au titre original du film 5 femmes à abattre.

### Épisode 11:Rendez-vous avec la mort
- États-Unis : 10 décembre 2010 sur The CW
- Québec : 31 octobre 2011 sur Ztélé[25]
- Belgique : sur Plug RTL
- France :
  - 2 mars 2012 sur TF6[5]
  - 2 février 2013 sur M6

- États-Unis : 2,27 millions de téléspectateurs[26]

- Robert Englund (Dr Robert)

- Le titre original fait référence à l'œuvre Rendez-vous à Samarra de John O'Hara.

### Épisode 12:L’Épée de Bruncwik
- États-Unis : 4 février 2011 sur The CW
- Québec : 7 novembre 2011 sur Ztélé[27]
- France :
  - 2 mars 2012 sur TF6[5]
  - 9 février 2013 sur M6

- États-Unis : 2,25 millions de téléspectateurs[28]

- Misha Collins (Castiel)

- Le titre original fait référence à une chanson de Madonna.

### Épisode 13:L’Arachnée
- États-Unis : 11 février 2011 sur The CW
- Québec : 14 novembre 2011 sur Ztélé[29]
- France :
  - 9 mars 2012 sur TF6[5]
  - 16 février 2013 sur M6

- États-Unis : 1,97 million de téléspectateurs[30]

- Lieu: Bristol, Rhode Island
- Le titre original fait référence à une chanson de Metallica.

### Épisode 14:La Colère des mannequins
- États-Unis : 18 février 2011 sur The CW
- Québec : 21 novembre 2011 sur Ztélé[31]
- France :
  - 9 mars 2012 sur TF6[5]
  - 23 février 2013 sur M6

- États-Unis : 2,25 millions de téléspectateurs[32]

- Lieu: Patterson, New Jersey
- Le titre original fait référence au film Mannequin et à sa suite[33].

### Épisode 15:Arrêt sur image
- États-Unis : 25 février 2011 sur The CW
- Québec : 28 novembre 2011 sur Ztélé[34]
- France :
  - 16 mars 2012 sur TF6[5]
  - 2 mars 2013 sur M6

- États-Unis : 2,18 millions de téléspectateurs[35]

- Genevieve Cortese (elle-même)
- Micah A. Hauptman (Eric Kripke)
- Misha Collins (lui-même et Castiel)
- Carlos Sanz (Virgil)
- Garwin Sanford (Jim Michaels)
- Sébastian Roché (Balthazar)

- Lieu: Dakota du Sud, puis Vancouver, au Canada (lieu de tournage de la série)
- Cet épisode a lieu dans les studios où est produite la série avec la rencontre des vrais participants et de « vrai-faux » détails sur la vie des acteurs.
- Les amis tweeters de Misha sont appelés les Mishamigos.

### Épisode 16:Le Retour d'Ève
- États-Unis : 4 mars 2011 sur The CW
- Québec : 5 décembre 2011 sur Ztélé[36]
- France :
  - 16 mars 2012 sur TF6[5]
  - 9 mars 2013 sur M6

- États-Unis : 2,14 millions de téléspectateurs[37]

Des créatures surnaturelles surgissent à toute vitesse à travers les États-Unis. Les frères Winchester et Bobby remarquent que ces apparitions suivent la route 98 et ils découvrent que « Mère » semble suivre ce chemin. Alors qu'ils enquêtent sur sa dernière localisation connue, où un chauffeur qui l'a pris en stop a soudainement massacré sa famille, les trois chasseurs tombent sur plusieurs de leur collègues : tout d'abord Rufus puis Gwen et Samuel.
- Le titre original fait référence à Dix petits nègres d'Agatha Christie.
- L'épisode fait référence au film The Thing ainsi qu'à l'épisode Projet Arctique de la série X-Files : Aux frontières du réel.
- Gwen, Samuel et Rufus meurent dans cet épisode.

### Épisode 17:Titanic
- États-Unis : 15 avril 2011 sur The CW
- Québec : 12 décembre 2011 sur Ztélé[38]
- France :
  - 16 mars 2012 sur TF6[5]
  - 16 mars 2013 sur M6

- États-Unis : 2,26 millions de téléspectateurs[39]

- Katie Walder (Fate)
- Misha Collins (Castiel)
- Sébastian Roché (Balthazar)

- Le titre original fait référence à la chanson My Heart Will Go On de Céline Dion, chanson promotionnelle du film Titanic.
- Cet épisode fait référence à la saga Destination finale. À la différence que c'est le destin et non pas la mort qui poursuit les personnes censées mourir.
- Ellen et Jo reviennent dans cet épisode

### Épisode 18:Les Mystères de l’Ouest
- États-Unis : 22 avril 2011 sur The CW
- Québec : 19 décembre 2011 sur Ztélé[40]
- France :
  - 23 mars 2012 sur TF6[5]
  - 23 mars 2013 sur M6

- États-Unis : 1,9 million de téléspectateurs[41]

- Misha Collins (Castiel)
- Sam Hennings (Samuel Colt)

- Le titre original fait référence à un royaume de DisneyLand du même nom.
- C'est la première apparition de Samuel Colt dans la série.
- La scène où Sam reçoit le paquet de Samuel Colt fait référence à la trilogie Retour vers le futur.
- Bobby fait référence à Deadwood, série dans laquelle Jim Beaver tient un rôle.
- Dean s'amuse encore une fois avec leurs noms d'emprunt. Ainsi, lui devient le Marshall Clint Eastwood et Sam un Texas Ranger nommé Walker.

### Épisode 19:À feu et à sang
- États-Unis : 29 avril 2011 sur The CW
- Québec : 28 décembre 2011 sur Ztélé[42]
- France :
  - 23 mars 2012 sur TF6[5]
  - 23 mars 2013 sur M6

- États-Unis : 2,01 millions de téléspectateurs[43]

- Misha Collins (Castiel)

### Épisode 20:L'Ange déchu
- États-Unis : 6 mai 2011 sur The CW
- Québec : 4 janvier 2012 sur Ztélé[44]
- France :
  - 30 mars 2012 sur TF6[5]
  - 30 mars 2013 sur M6

- États-Unis : 2,11 millions de téléspectateurs[45]

- Misha Collins (Castiel)

- Le titre original fait référence à l'œuvre de Rudyard Kipling.
- Pour la première fois, l'ensemble de l'épisode est narré par le personnage de Castiel.

### Épisode 21:La Clé du purgatoire
- États-Unis : 20 mai 2011 sur The CW
- Québec : 11 janvier 2012 sur Ztélé[46]
- France :
  - 30 mars 2012 sur TF6[5]
  - 30 mars 2013 sur M6

- États-Unis : 2,11 millions de téléspectateurs[47]

- Misha Collins (Castiel)
- Sébastian Roché (Balthazar)

Crowley capture Lisa et Ben pour que les deux frères ne se mettent plus en travers de sa route. Sam demande de l'aide à Castiel qui n'était pas au courant du plan du démon. Il propose son aide à Dean, sous condition que les frères Winchester arrêtent de se mettre en travers de son chemin. Dean lui fait remarquer qu'il demande exactement la même rançon que Crowley, et de ce fait ne vaut pas mieux.
- Le titre original fait référence à la chanson Let It Bleed des Rolling Stones.

### Épisode 22:L'homme qui en savait trop
- États-Unis : 20 mai 2011 sur The CW
- Québec : 18 janvier 2012 sur Ztélé[48]
- France :
  - 30 mars 2012 sur TF6[5]
  - 6 avril 2013 sur M6

- États-Unis : 2,11 millions de téléspectateurs[47]

- Misha Collins (Castiel)
- Sébastian Roché (Balthazar)

Castiel sait maintenant comment ouvrir le Purgatoire. Pour ralentir les deux frères, il brise le mur dans la tête de Sam, qui plonge dans un coma profond durant lequel il est obligé de combattre différentes parties de lui-même. Juste avant de réaliser le rituel d'ouverture, Castiel annonce à Crowley qu'il change les termes du contrat et garde l'ensemble des âmes pour lui, lui laissant le choix de fuir ou mourir. Le démon s'en va mais sa reddition n'est que temporaire, car il revient avec ses troupes et l'archange Raphaël. Alors que Castiel semble piégé et disparaît, il s'agit en réalité d'une diversion. En effet, alors que Dean et Bobby arrivent sur place grâce à l'aide de Balthazar, le rituel échoue pour Crowley et l'archange. Castiel réapparaît, plus puissant que jamais. Il a échangé les deux potions et à réaliser le sort ailleurs. Il tue Raphaël d'un claquement de doigts et laisse Crowley s'enfuir.
- Le titre original fait référence au film d'Alfred Hitchcock du même nom.
- Raphaël et Balthazar meurent dans cet épisode.